# BI-LO (USA)
BI-LO er en supermarkedskæde ejet af virskomheden Southeastern Grocers med hovedsæde i Jacksonville, Florida. Den 9. marts 2012 havde virksomheden 207 BI-LO supermarkeder. BI-LO supermarkederne ligger i South Carolina, North Carolina, Georgia, og Tennessee. BI-LOs hovedkvarter lå tidligere i Mauldin, South Carolina.

## Historie
BI-LO blev grundlagt af Frank L. Outlaw i 1961 under navnet "Wrenn & Outlaw". Navnet "BI-LO" blev valgt i 1963 efter en afstemning.